# Chiesa di San Vitale (Collecchio)
La chiesa di San Vitale è un luogo di culto cattolico dalle forme neoclassiche, situato in via Lemignano a Lemignano, frazione di Collecchio, in provincia e diocesi di Parma; è sede di una parrocchia compresa nella zona pastorale della Pedemontana.

## Storia
Il luogo di culto originario fu edificato in epoca altomedievale; la più antica testimonianza dell'esistenza della cappella di Viliniano risale al 995, quando fu donata, insieme alla corte e alle terre circostanti, dal vescovo di Parma Sigefredo II al Capitolo della Cattedrale cittadina.
La chiesa fu successivamente citata nel 1141 in un atto e nel 1230 nel Capitulum seu Rotulus Decimarum della diocesi di Parma, quale cappella dipendente dalla pieve di San Prospero di Collecchio.
Il tempio, originariamente dedicato ai santi Vitale e Agricola, a partire dal 1299 fu sempre citato con l'intitolazione al solo san Vitale.
Nel 1564 la chiesa fu elevata a sede di parrocchia autonoma, che, a causa delle pessime condizioni dell'edificio, nel 1584 fu unita a quella di Vigheffio.
Nel 1837 l'antica struttura, da tempo in profondo degrado, fu abbattuta e, grazie al contributo del parroco Angelo Ferrari, sulle sue rovine fu costruito un nuovo edificio dalle forme neoclassiche, che fu completato nel 1838; la solenne cerimonia di consacrazione si svolse il 28 aprile 1937 e fu presieduta dal vescovo Evasio Colli.
Intorno al 1960 la chiesa fu sottoposta a lavori di restauro, che interessarono l'intera struttura; fu anche dotata di nuovi altari e fu decorata negli interni.

## Descrizione

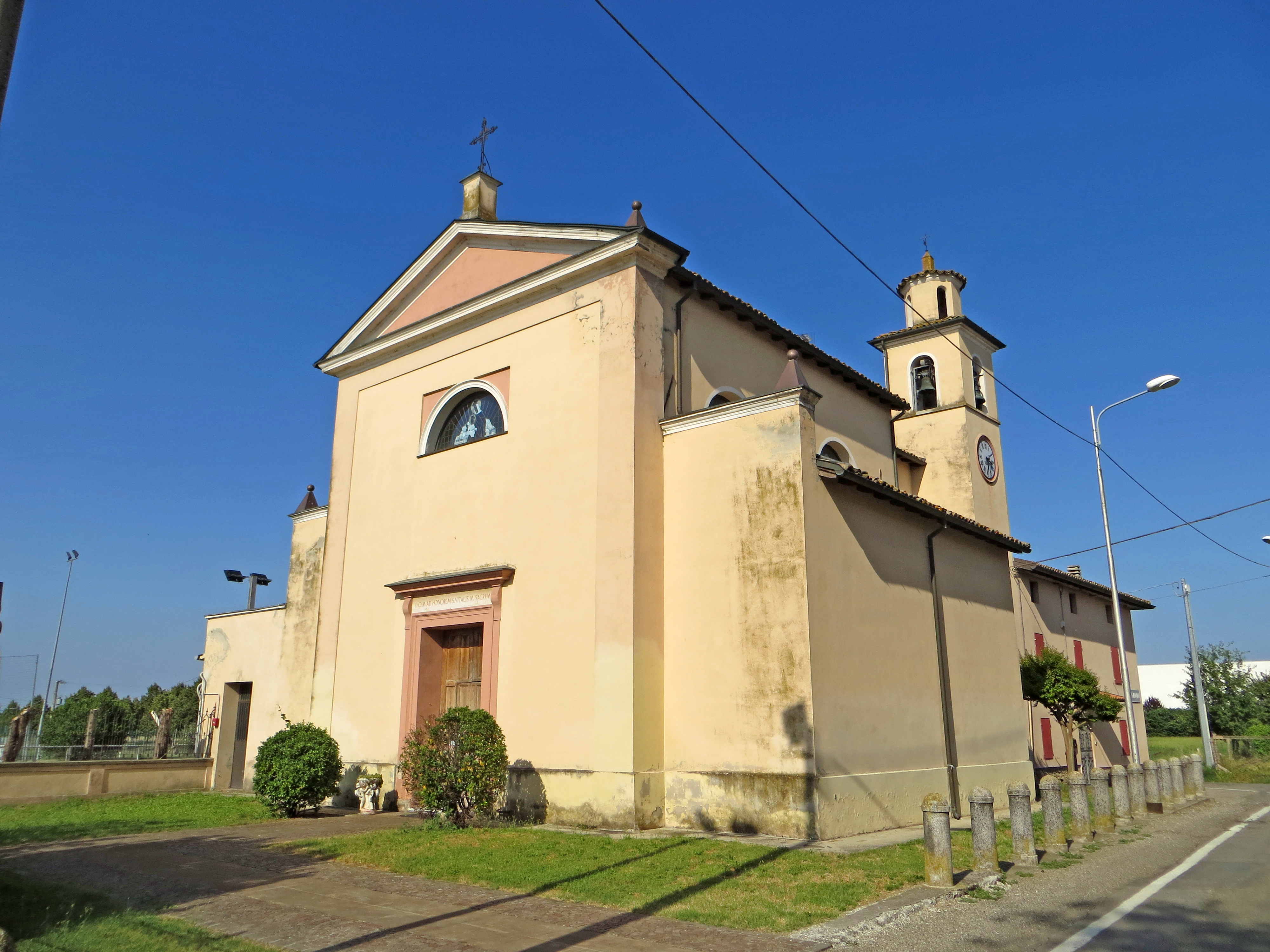
Facciata e lato sud

La chiesa si sviluppa su un impianto a navata unica affiancata da due cappelle per lato, con ingresso a ovest e presbiterio absidato a est.
La simmetrica facciata a salienti, interamente intonacata come il resto dell'edificio, è suddivisa in tre parti da due lesene. Nel mezzo dell'avancorpo centrale si apre l'ampio portale d'ingresso, delimitato da una cornice in rilievo e coronato da un architrave in aggetto; più in alto è posta al centro una finestra a lunetta, mentre in sommità si staglia un frontone triangolare con cornice in rilievo; a coronamento si elevano un piedistallo con croce nel mezzo e due pinnacoli alle estremità. I due corpi laterali sono sormontati da attici e da piccoli pinnacoli alle estremità.
Dai fianchi aggettano le cappelle, mentre in sommità si aprono sulla navata due finestre a lunetta. Al termine del lato destro si erge il campanile, con accesso da un portale ad arco a tutto sesto posto alla base; la cella campanaria si affaccia sulle quattro fronti attraverso aperture a tutto sesto, mentre a coronamento si staglia una lanterna a pianta ottagonale, illuminata da quattro monofore ad arco. Sul retro si allunga la canonica.
All'interno la navata, coperta da una volta a botte lunettata decorata con affreschi, è affiancata da una serie di paraste coronate da capitelli dorici a sostegno del fregio perimetrale; ai lati si aprono attraverso ampie arcate a sesto ribassato le cappelle, chiuse superiormente da volte a botte dipinte.
Il presbiterio, lievemente sopraelevato, è preceduto dall'arco trionfale, retto da paraste doriche; l'ambiente, coronato da una volta a vela decorata con affreschi, ospita l'altare maggiore in marmo a mensa, realizzato intorno al 1960; sul fondo l'abside, coperta dal catino ornato a finti cassettoni, è scandita verticalmente da una serie di alte specchiature; sopra agli ottocenteschi stalli lignei del coro, si staglia, all'interno di un'ancona seicentesca, la pala tardo settecentesca rappresentante la Cattura di san Vitale.
La chiesa conserva alcune opere di pregio, tra cui un olio raffigurante San Giovanni Battista, realizzato nel 1839 da Giovanni Riccò su commissione della duchessa Maria Luigia, un coevo dipinto ritraente anch'esso San Giovanni Battista, due confessionali lignei del 1838 e una base di ostensorio, realizzata agli inizi del XIX secolo forse da Luigi Natale Vernazzi.